# Cherokee Nation Businesses
Cherokee Nation Businesses (CNB) is een Amerikaanse holding die in 2004 werd opgericht en gevestigd is in Catoosa (Oklahoma). Het is een volledige dochteronderneming van de Cherokee Nation, een van de grootste federaal erkende indianenstammen in de Verenigde Staten. CNB groepeert alle economische activiteiten van de Cherokee Nation en is actief in onder andere horeca, zakelijke dienstverlening, luchtvaart, defensie-industrie, bouw en vastgoed. CNB telt 7500 werknemers en heeft een omzet van 1 miljard dollar (2017). Het keert 35% van zijn winsten uit aan de Cherokee Nation.